# Альтобелло Мелоне
Альтобелло Мелоне (італ. Altobello Melone, 1490–1543) — італійський художник пізнього Відродження. Робив фрески, релігійні композиції, картини побутового жанру, портрети.

## Життєпис призабутого майстра
Належить до призабутих майстрів північної Італії доби Відродження. Дату народження майбутнього художника прорахували зі свідоцтва його співпрацівника і художника Бокаччо Бокаччіно. Тобто, Мелоне народився у 1491 — му чи близько того. На просте походження майбутнього митця вказує і прізвище (мелон з італійської — диня).

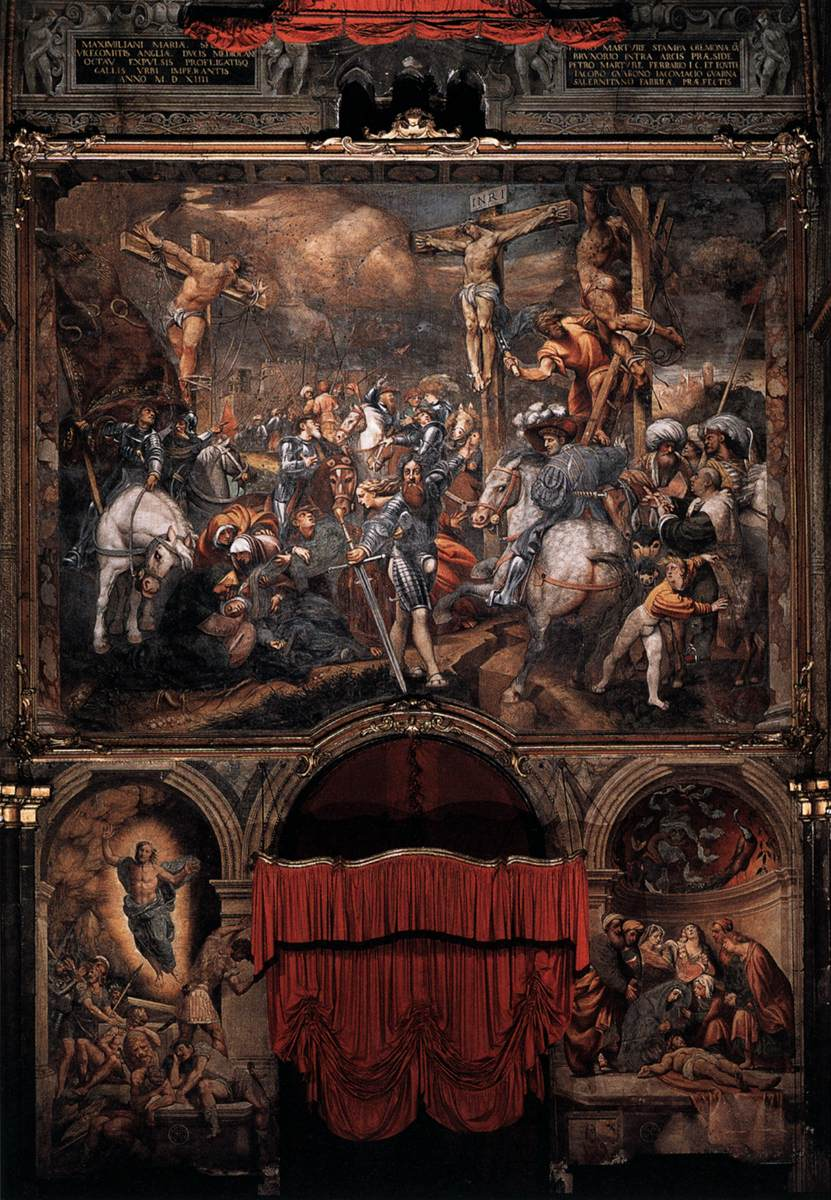
Худ. Порденоне. «Голгофа», фреска катедрального собору, Кремона.

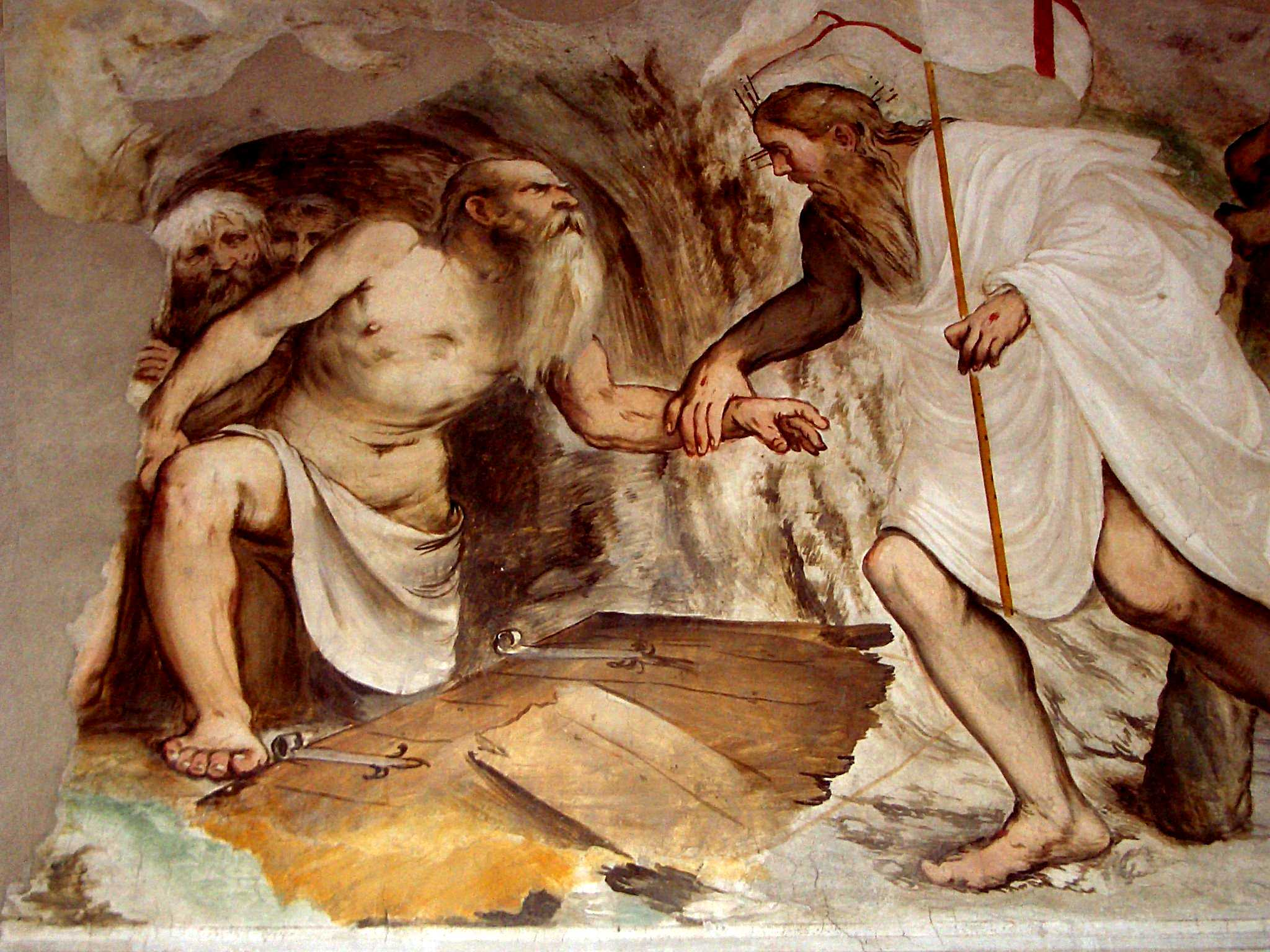
Джироламо Романіно. «Зшестя Христа в безодню», залишки фрески, церква Санта Марія делла Неве, Пізонья, Італія

Найбільш імовірно, що народився в місті Кремона, бо довго мешкав і працював саме там. Північне італійське місто розташоване на перетині різних південних і північних шляхів і культурних та стилістичних ідей, що поширювались цими шляхами.
Стилістика робіт майстра — поетична, але дещо еклектична. Його вчителем вважають — Джироламо Романіно. Але творча манера Альтобелло Мелоне мала впливи ломбардських майстрів на кшталт Бартоломео Суарді (відомішого як Брамантіно) і водночас тяжіє до зразків Якопо де Барбарі, представників венеційської школи — Чіма да Конельяно, Джованні Белліні та учнів його майстерні. Більше того, поетичні і незвичні за характером портрети пензля Альтобелло Мелоне близькі до творів талановитих Лоренцо Лотто і самого Джорджоне. Останнього навіть вважали автором деяких портретів пензля Мелоне. Але в разі потреби Альтобелло Мелоне сміливо нехтував класичними законами рівноваги та гармонії заради вияву індивідуальних рис характеру портретованих. Особливо коли ці риси конфліктували з панівними ідеями гуманізму і розпізнавались як непохитна жорстокість, схильність до злочинів, підступність, жага до роскошів і насолод, цинізм. Емоційний діапазон осіб, портретованих Мелоне, надзвичайно широкий — від меланхолії і невпевненості в собі, невдоволенні жорстокостями доби Відродження до несамовитості в злочинах.
1512 року на півночі Італії війська Венеції програли у битві з вояками французького полководця Гастона де Фуа, герцога Немурського. І серед сплюндрованих і пограбованих міст була сусідня Брешія. Два художники (Джироламо Романіно та Альтобелло Мелоне) разом з мешканцями, рятуючи власне життя, втекли у дальні гірські села в межиріччях Олья та Мелья. Саме 1512 роком датують виникнення стінописів в невеличкій каплиці Святого Онофріо в Бовеццо. Було створено шість сцен з життя Св. Онофріо, три верхні пов'язують з авторством Джироламо Романіно, а три нижні — з Мелоне («Причастя», «Смерть Св. Онофріо», «Поховання святого»). Про це свідчать малий досвід митця та більш архаїчна манера виконання, логічні для молодого художника.
Відомо про контракт художника на створення фресок в катедральному соборі міста Кремона. Він працював там з 1516 року до 1518 з умовою створити стінописи, кращі за твори Бокаччо Бокаччіно. Після виконання двох перших фресок ("Втеча в Єгипет " і «Винищення немовлят») була скликана комісія для оцінки якості творів. Фрески сприйняли схвально, і Альтобелло виконав чергову фреску «Таємна вечеря», де залишив гордовитий підпис «Altobellus Melonibus» як повноважний майстер. Цикл фресок в катедральному соборі мимоволі став зенітом художньої кар'єри провінційного митця, якому не судилося працювати в відомих мистецьких центрах Італії.
Багато запитань викликав портрет невідомого можновладця з обличчям вольовим, але спотвореним цинізмом, з важким поглядом маленьких, злих очей. Подано погруддя молодика в розкішних шатах і капелюшку, прикрашеному коштовною золотою прикрасою. Жорстокий вираз обличчя цілком співвідноситься з похмурим пейзажем на тлі, де розігралася гроза і похмуро крокують дві бідолашні постаті. Довгий час портрет пов'язували як з різними художниками початку 16 толіття (найвідоміший з яких був сам Джорджоне), так і з претендентами-можновладцями, серед яких син-злочинець папи римського — Чезаре Борджіа. Але твір цілком укладається в стиль Альтобелло Мелоне. Позбавлене ніжності і м'якості — і суворе обличчя невідомої аристократки на тлі пагорба з фортечними мурами. Можливо, ми знали б більше, аби не загублене ім'я пані, яку пов'язують з зображенням Альди Гамбари.
Митець надалі працював по замовам церков, але більше як художник-станковіст. Серед творів цього періоду — триптих «Мадонна з немовлям та Архангел Рафаїл і Товія та янгол». Триптих давно розділено на окремі панелі, « Товія і янгол» перейшли в Ашмолеан музей, Оксфорд, "Мадонна на троні " — в університет Міссурі, США.
Дату смерти митця окреслюють третім травня 1543 року.

## Галерея

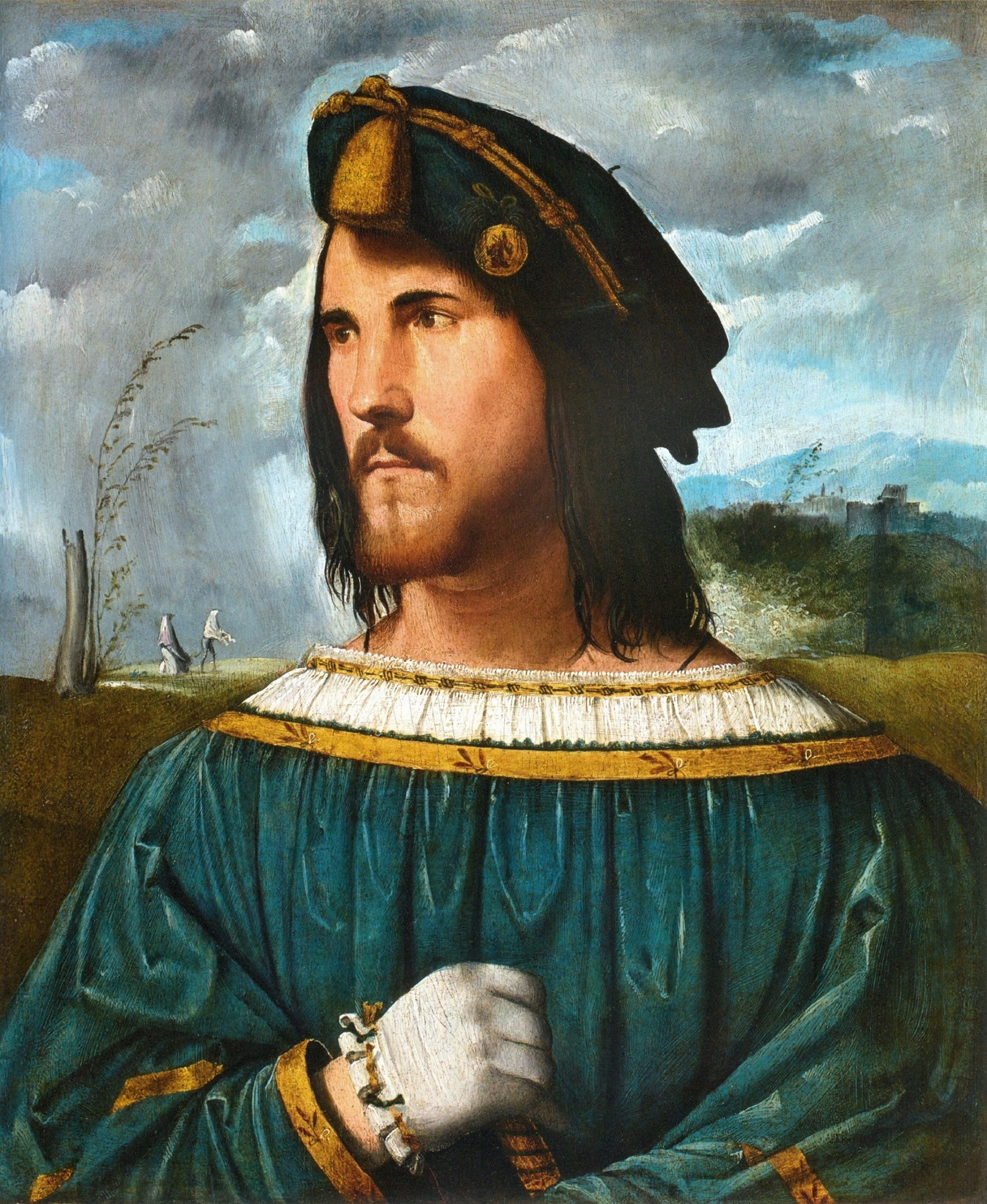
( Портрет Чезаре Борджіа ?), 1513, Академія Каррара, Бергамо
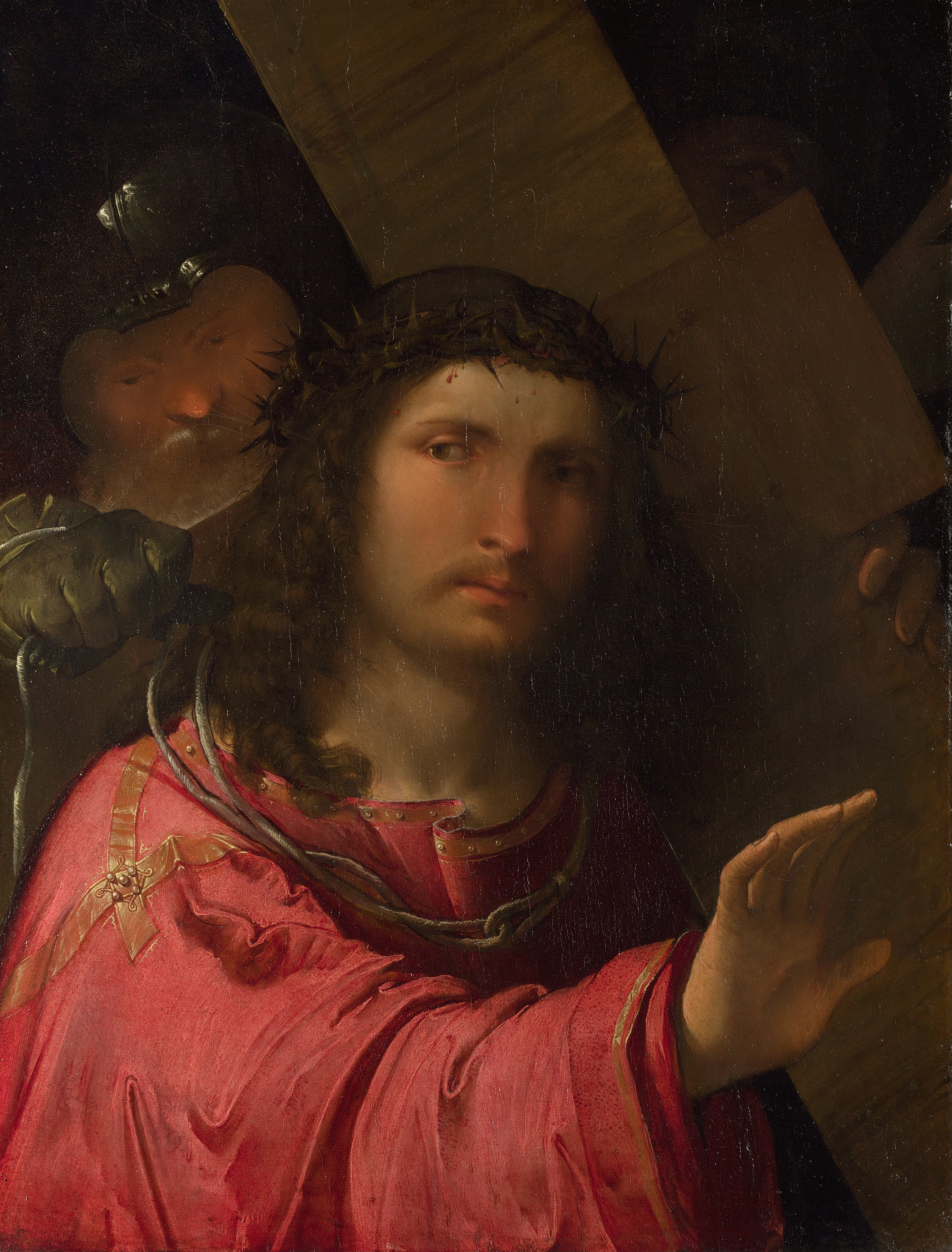
« Шлях на Голгофу», Національна галерея (Лондон)
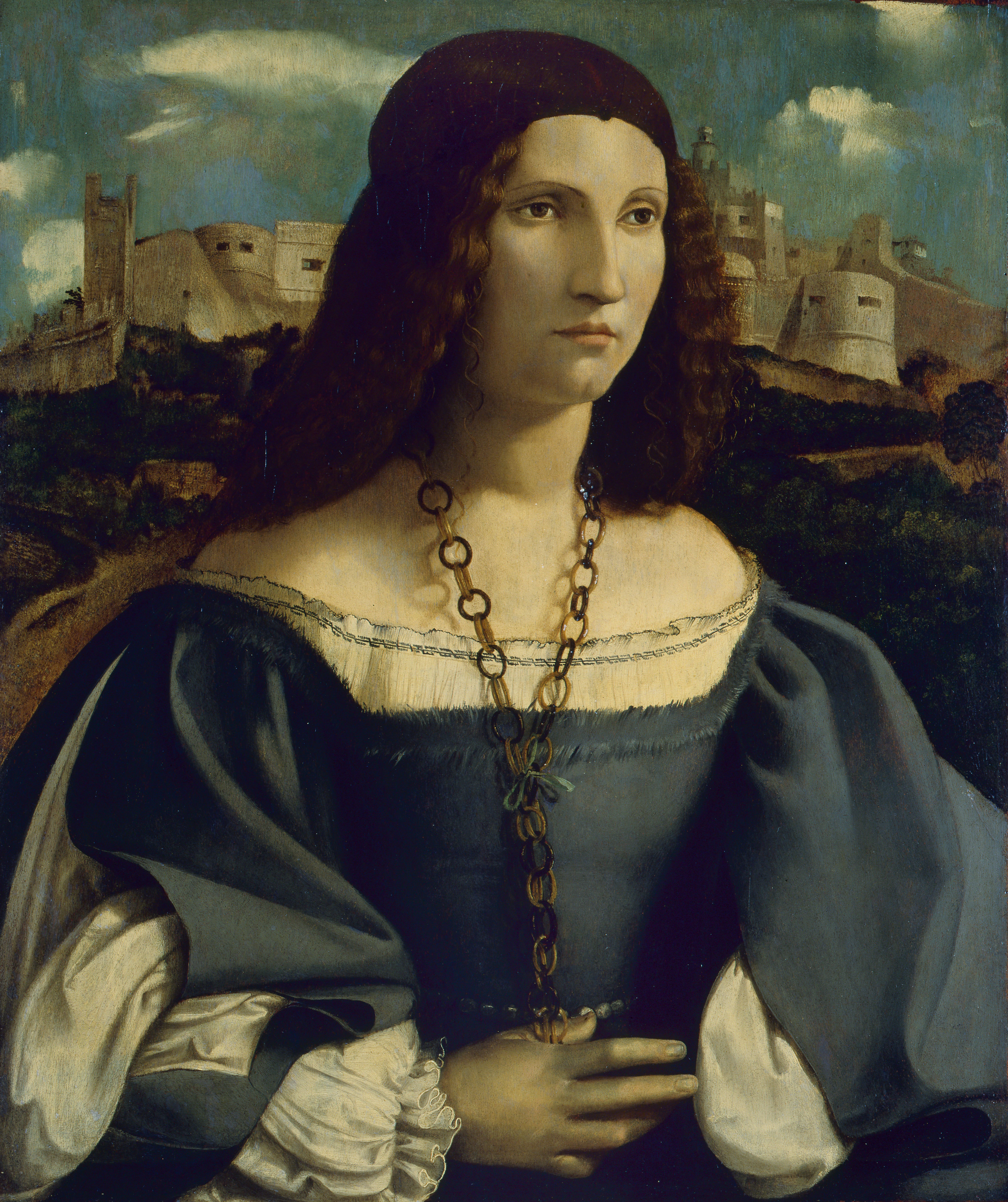
( Альда Гамбара ?), Пінакотека Брера, Мілан

## Вибрані твори

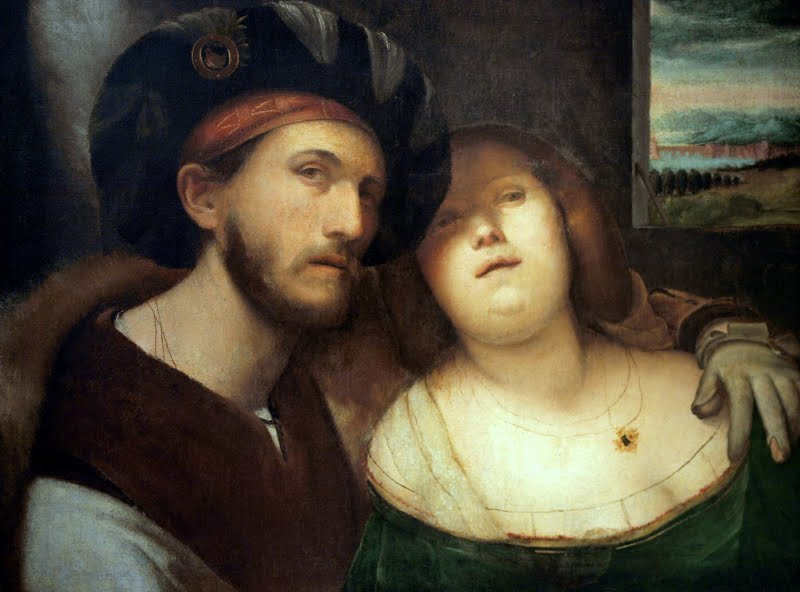
«Коханці», Дрезденська картинна галерея

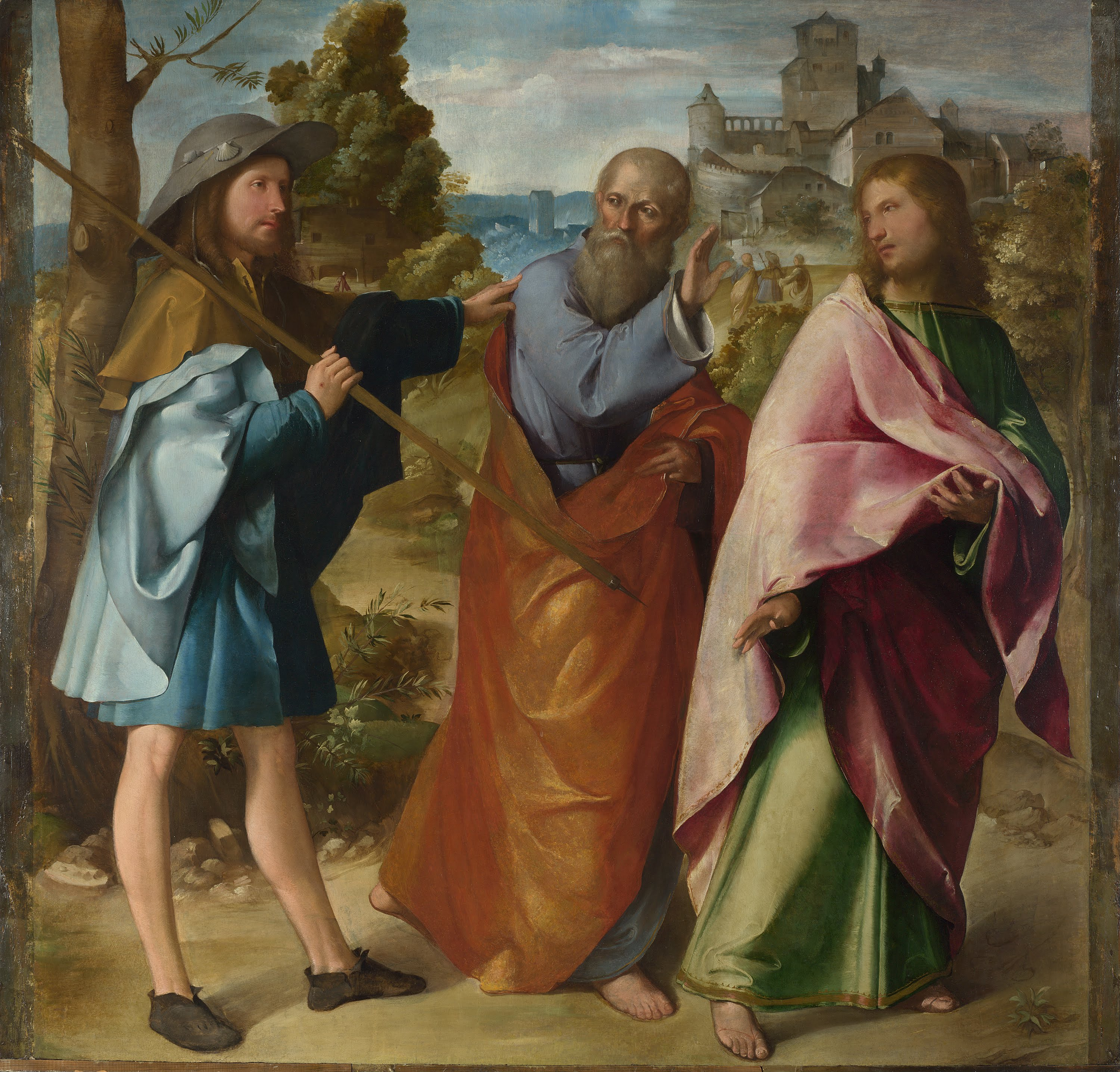
« На шляху до Емауса», Національна галерея (Лондон)

- « Мадонна з немовлям і Іваном Хрестителем», 1510, Академія Каррара, Бергамо
- « Поклоніння немовляті Христу», 1510, Цюрих, Кунстхаус
- « Мадонна з немовлям», Пінакотека Амброзіана, Мілан
- « Оплакування Христа», 1512, Пінакотека Брера, Мілан
- « Преображення Господнє», Музей образотворчих мистецтв (Будапешт)
- « Прортрет невідомого аристократа» (Цезар Борджа ?), 1513, Академія Каррара, Бергамо
- « Прортрет невідомої пані» (Альда Гамбара ?), Пінакотека Брера, Мілан
- « Товія і янгол», Ашмолеан музей, Оксфорд
- «Коханці», Дрезденська картинна галерея
- «Коханці», Музей образотворчих мистецтв (Будапешт)
- « Поклоніння Христу-немовляті», Мілан
- « Шлях на Голгофу», Національна галерея (Лондон)
- " Оплакування Христа ", Брешія
- « На шляху до Емауса», Національна галерея (Лондон)
- триптих «Мадонна з немовлям та Архангел Рафаїл і Товія та янгол».
- « Подорож Святої Єлени до Ерусалиму», приватна збірка
- Фрески катедрального собору в Кремоні, 1616–1618 рр, (« Втеча Святої Родини в Єгипет», « Винищення немовлят», «Таємна вечеря», « Омовіння ніг апостолів», "Моління про чашу ", "Взяття Христа під варту ", « Христос і Кайафа»)
- "Поклоніння пастухів ", перенесена фреска, Пінакотека Брера, Мілан
- « Воскресіння Христове», привант. збірка
- " Мадонна з немовлям ", 1522, Академія Каррара, Бергамо
- « Мадонна з немовлям, Св. Іван Хреститель і Св. Миколай», Кремона, Музей Цивіко ала Понцоне